# Ewa Zajączkowska-Hernik
Ewa Zajączkowska-Hernik (Radom, 20 gennaio 1990) è una politica, storica e giornalista polacca ed europarlamentare dal 2024.

## Biografia
In passato, era la presidente della sezione giovanile del partito Nowa Nadzieja di Radom. Dal 2009 al 2013 ha studiato all'Università Marie Curie-Skłodowska di Lublino diventando poi insegnante di storia.
Da dicembre 2023 è stata portavoce della Confederazione Libertà e Indipendenza. Nel 2024 viene eletta al Parlamento europeo, ottenendo 102569 preferenze, per poi aderire all'Europa delle Nazioni Sovrane. È attualmente membro della Commissione per le libertà civili, la giustizia e gli affari interni del Parlamento europeo.